# Stormwatch (comics)
Pour les articles homonymes, voir Stormwatch.
Stormwatch est un groupe de super-héros agissant pour le compte des Nations unies dans l’univers Wildstorm. C’est une création de Jim Lee.

## Stormwatch
La série a débuté dans Stormwatch vol.1, publié par Image Comics, au sein du label appartenant à Jim Lee. Ce dernier, Brandon Choi, H. K. Proger et Ron Marz ont été les premiers scénaristes de la série, et Scott Clark, Brett Booth, Matt Broome et Renato Arlem en ont été les dessinateurs.
C’est avec Stormwatch vol.1 #37 que la série prend un tournant plus sombre et plus sérieux, grâce à la nouvelle équipe créative, à savoir Warren Ellis au scénario et Tom Raney comme dessinateur.
Warren Ellis continua à scénariser la série quand le vol. 1 laissa place à Stormwatch vol. 2. Ce dernier utilisa la série pour mener à la création de The Authority, un groupe formé des membres survivants de Stormwatch après le massacre perpétré par les Aliens xénomorphes (cf WildC.A.T.s/Aliens). 
Ellis a introduit dans Stormwatch le concept de La Plaie, un espace situé entre les univers parallèles  (voir la série Planetary pour plus d’infos).

## Origines
Stormwatch est une organisation d'intervention spéciale gérée par les Nations unies et dirigée depuis le satellite Skywatch par un directeur, le "Weatherman". Le Weatherman était Henry Bendix, un ancien agent de Team One ayant des implants cybernétiques cérébraux lui permettant de gérer et surveiller au mieux de ses capacités les situations de crise à travers le monde et le travail de ses agents. 
Dans le numéro Stormwatch #0, l'équipe d'origine se nommait Stormwatch Prime. Elle comptait dans ses rangs : Backlash en tant que chef, le télékinésiste Battalion (l'Afro-Américain Jackson King), Nautika et son mari Sunburst, et l'Australien Flashpoint. Lors d'une mission dans le Golfe, ces 3 derniers membres furent portés disparus. 
Dès Stormwatch #1, Bendix reconstitua le groupe en deux équipes : Stormwatch One, et Stormwatch Two.
- Stormwatch One :

Battalion fut nommé chef. Les autres membres d'origine étaient le policier Irlandais Hellstrike constitué d'énergie, le commando Russe Winter au puissant pouvoir d'absorption, le colosse Japonais Fuji, et l'italienne Diva, possédant des pouvoirs soniques.
- Stormwatch Two :

Cannon, Fahrenheit, Strafe, Lancer et Ion. Ces deux derniers furent tués dans le numéro #2.
Dans le numéro #11, Bendix perdit son poste et fut remplacé par son assistante Synergy (Christine Trelane).
L'équipe regroupait Stormwatch One (Battalion, Hellstrike, Winter, Fuji, et Diva), Strafe, et quelques nouvelles recrues comme Pagan, Undertow et Spartan.
Par la suite, Bendix reprit sa position et décida de former des équipes plus pro-actives.
-- Stormwatch Prime (Winter, Fuji et Hellstrike).
-- Stormwatch Red (Fahrenheit, Flint et Rose Tatoo).
-- Stormwatch Black (Jenny Sparks, Jack Hawksmoor et Swift).

### Publications
Le travail d’Ellis sur la série a été réuni dans les recueils suivants :
- Force of Nature - Stormwatch # 37-42  (ISBN 156389646X)
- Lightning Strikes - Stormwatch # 43-47  (ISBN 1563896508)
- Change or Die - Stormwatch # 48-50, Stormwatch Preview # 1, Stormwatch vol. 2 # 1-3  (ISBN 156389534X)
- A Finer World - Stormwatch vol. 2 # 4-9  (ISBN 1563895358)
- Final Orbit - Stormwatch vol. 2 # 10-11, WildC.A.T.s/Aliens one-shot  (ISBN 1563897881)